# Raschnu
Raschnu (avestisch Rašnu) ist der Richter in der altiranischen und zoroastrischen Götterwelt. Während er im jüngeren Avesta eine universelle Bedeutung hat, wird er in der Orthodoxie des Zoroastrismus zum Richter über die Seelen der Verstorbenen. Zusammen mit Mithra und Sraoscha bildet er die umfassende göttliche Rechtsstruktur.

## Überlieferung
Das 12. Yascht des Avesta, das Raschn Yascht, ist Raschnu gewidmet. Die Hymne wird zu den jüngeren Teilen des Yascht gezählt. Die Sprache ist öfters korrupt und durcheinander. Der 8. Vers enthält zum Beispiel etwa neun oder zehn Wörter, die reines Kauderwelsch sind. Zusammen mit anderen Textstellen belegen sie, dass die Redakteure des 12. Yascht die avestische Sprache schlecht verstanden und vererbte Überlieferungsteile, die auf Raschnu hingewiesen hatten, ohne eigenes Verständnis weitergaben.
Raschnu ist über das 12. Yascht hinaus im Avesta verstreut anzutreffen. Er erscheint auch in den mittelpersischen Texten. In den Verwaltungsarchiven von Persepolis tauchen die theophoren Namen Raschnuka, Raschnudata und Raschnubar auf.

## Etymologie
Der Name Raschnu basiert auf der altiranischen Stammform *raz- in den Bedeutungen führen, zurechtbiegen und richten. Das gleiche Verb ist im Epitheton des Gottes (razišta, der Aufrechte, der Gerechteste) enthalten. Das indoeuropäische Verb *reg- entspricht dem altiranischen und taucht in der altindischen (Raja), lateinischen (rex) und keltischen Sprache (*rīg-, Reich) auf. In der deutschen Sprache sind die Begriffe Recht und Richter vom indoeuropäischen Verb abgeleitet.

## Charakter
Raschnu schien als göttlicher Richter besonders bei Eiden und Gottesurteilen aktiv zu werden. Bei einer Gerichtsverhandlung waren Eide, die die Wahrhaftigkeit von Zeugenaussagen bestätigten, unerlässlich. Wenn menschliche Kriterien versagten, um der Wahrheit zum Durchbruch zu verhelfen, wurden göttliche in der Form von Gottesurteilen hinzugezogen. Der entsprechende altiranische Gott dazu war Raschnu. Der Gott war universell und besonders streng gegenüber Kriminellen.
Im Raschn Yascht, der Hymne für Raschnu, kommen Mithra und Sraoscha, mit denen er richterliche Aufgaben teilt, nicht vor. Aber im 10 Yascht, das Mithra gewidmet ist, erscheint Raschnu im 100. und 126. Vers einmal auf der linken und das zweite Mal auf rechten Seite von Mithra und wird als der mächtige, gerechteste, wohltätigste und schlankste beschrieben. Es scheint, als ob Mithra über die Einhaltung von Verträgen gewacht und bei Vergehen den Lauf der Dinge gegen die Gesetzesbrecher gerichtet hat. Raschnu dagegen war verantwortlich für die Verfolgung krimineller Handlungen. Der Unterschied wird sichtbar, wenn in den Hymnen Mithra den Eidbrecher und Raschnu den Dieb und Banditen zerstören wird. Beide Gottheiten tragen ihren Teil zu einer umfassenden göttlichen Rechtsstruktur bei.
Im späteren Zoroastrismus behält Raschnu die Rolle eines Richters, aber er ist beinahe ausschließlich für die Seelen der Verstorbenen zuständig. Gegenüber Mithra und Sraoscha nimmt er in dieser Verantwortung eine eher untergeordnete Position ein. Es gibt Hinweise aus verlorenen Texten, die vom Denkard überliefert sind, dass Raschnu seine ältere und breitere Rolle als Richter im Avesta behalten hat. Erst spätere Entwicklungen der zoroastrischen Religion machten aus dem Richter im Generellen einen Richter der Toten. Im Gegensatz zu den iranischen Entwicklungen, bei denen Mithra Raschnu in den Schatten stellt, waren die Rollen in der indoarischen Religionswelt vertauscht. Das deutet darauf hin, dass in Iran der Einhaltung der Verträge ein größeres Gewicht zugemessen wurde als in Indien, wo der Aspekt des Richters die dominante Position einnahm.
Raschnu ist einer der iranischen Götter, die keine direkte Zuordnung zu einem vedischen Gott zulassen. Es gab einen Versuch von Georges Dumézil, ihn mit Vishnu zu verbinden, der sich nicht durchsetzen konnte. Eine Verbindung könnte zu Varuna führen. Varuna habe eine im vedischen Pantheon ähnliche Funktion wie Raschnu, sei aber um einiges komplexer.

## Ritual
Das Ritual für Raschnu wird im 3. Vers des 12. Yascht beschrieben. Das Gottesurteil oder das Schwören eines Eids wurden am Mittag abgehalten. In Übereinstimmung mit indoiranischen Ritualen richtete man dem Gott einen Sitzplatz aus Gras oder Zweigen ein. In Anwesenheit des Feuers und einer „überlaufenden Schüssel voller Wasser“ wurden die Eide feierlich abgelegt. Ein wichtiges Hilfsmittel für das Gottesurteil war heißes Öl. In diesem Zusammenhang fungiert das Feuer als Verkörperung von Aṣ̌a (die Wahrheit) und das Wasser als das Element, über das Eide geschworen wurden. Die Öle gehörten höchstwahrscheinlich zum eigentlichen Urteil.